# Isomerase
Isomerases são ENZIMAS que realizam reações de interconversão entre isômeros óticos ou geométricos - Epimerases.

## Nomenclatura
A determinação do nome das enzimas é normatizada por um comitê especializado , o Nomenclature Committee of the International Union of Biochemistry and Molecular Biology (NC-IUBMB).

### Classes de isomerases
- EC5.1 - Racemases e epimerases
- EC5.2 - Isomerases cis-trans
- EC5.3 - Oxirredutases intramoleculares
- EC5.4 - Transferases intramoleculares
- EC5.5 - Liases intramoleculares
- EC5.99 - Outras isomerases